# IC 1322
IC 1322 ist eine Balken-Spiralgalaxie mit ausgedehnten Sternentstehungsgebieten vom Hubble-Typ SB im Sternbild Steinbock auf der Ekliptik. Sie ist schätzungsweise 161 Millionen Lichtjahre von der Milchstraße entfernt und hat einen Durchmesser von etwa 40.000 Lichtjahren.
Das Objekt wurde am 16. Juli 1891 von Stéphane Javelle entdeckt.